# Tinian

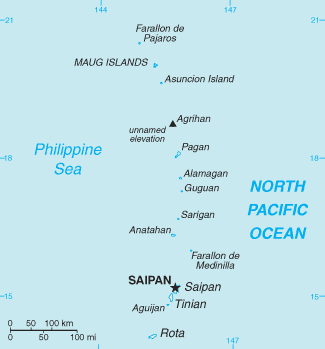
Nordmarianerna

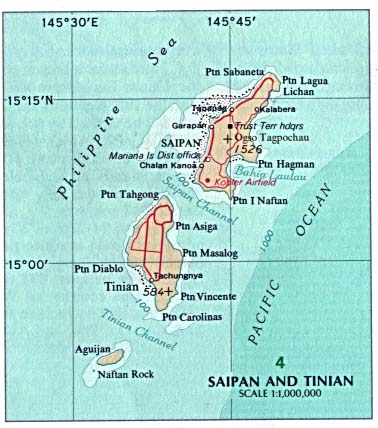
Karta över Tinian och grannön Saipan.

Tinian (chamorro: Tinian) är en ö i Nordmarianerna i västra Stilla havet. Den är en av de tre huvudöarna i landet.

## Historia
Marianerna har troligen varit bebodd av polynesier sedan 1500-talet f.Kr. Det finns fortfarande flera megalitiska lämningar, så kallade "Latte stones", som Taga House. Ögruppen upptäcktes av portugisiske Ferdinand Magellan i mars 1521 som då namngav öarna "Las Islas de Los Ladrones". Öarna hamnade 1667 under spansk överhöghet och döptes då om till "Islas de las Marianas". Under första världskriget ockuperades området i oktober 1914 av Japan. Japan erhöll förvaltningsmandat över området av Nationernas förbund vid Versaillesfreden 1919. Marianerna ingick sedan i Japanska Stillahavsmandatet. Under den japanska förvaltningen odlades och raffinerades socker på ön.
USA erövrade ön under andra världskriget under slaget om Tinian 1944 och byggde sedan ut flygfältet. Denna flygplats blev senare startplatsen för den första atombomben att användas i krig. Den 6 augusti 1945 lyfte B-29 bombplanet "Enola Gay" med kapten Paul W. Tibbets och bomben med kodnamn "Little Boy" mot Hiroshima och den 9 augusti lyfte "Bock's Car" med kapten Frederick C. Bock och bomben med kodnamn "Fat Man" mot Nagasaki. År 1953 hittades den japanske militären Murata Susumu i en hydda på ön som likt Yokoi Shoichi på Guam var kvar på sin post helt omedveten om att kriget tagit slut.

## Geografi
Tinian är den tredje största ön bland Nordmarianerna och ligger cirka 4,5 km sydväst om huvudön Saipan och cirka 163 km nordöst om Guam. Geografiskt ligger ön i Mikronesien och de geografiska koordinaterna är 14°57′ N och 145°38′ Ö. Ön är av vulkaniskt ursprung och har en sammanlagd areal om cirka 101 km² med en längd på cirka 20 km och cirka 9 km bred. Den högsta höjden är Kastiyu / Mount Lasso på cirka 170 m ö.h. Befolkningen uppgår till cirka 3 600 invånare. Huvudorten San Jose med cirka 1 500 invånare ligger på öns sydvästra del. Ön har en flygplats Tinian Airport (flygplatskod "TIQ") för internationellt flyg.